# H.M. Murdock
Kapitein H.M. "Howlin' Mad" Murdock is een personage uit de Amerikaanse televisieserie The A-Team gespeeld door Dwight Schultz. In de film uit 2010 werd hij gespeeld door Sharlto Copley.

## Karakterisering
Murdock is de piloot van het team en heeft als catchphrase "if it has wings, I can fly it" ("als het vleugels heeft, kan ik het laten vliegen"). Hij voegt de daad bij het woord door met zo'n beetje alles de lucht in te gaan, van zelfgemaakte bouwsels tot helikopters en zelfs een Boeing 747.
Officieel is Murdock gek verklaard, maar in werkelijkheid doet hij zich gekker voor dan hij is. Zijn 'gekte' fungeert als dekmantel om dingen voor elkaar te krijgen. Hij heeft dankzij zijn gekte kost en inwoning in een psychiatrische inrichting.
Murdock heeft een onzichtbaar hondje dat Billy heet en hij voelt zich beledigd en gepasseerd als een ander lid van het team hem voor gek verklaart.
Hij is erg loyaal aan de andere leden van het team, en vangt voor John "Hannibal" Smith zelfs een keer een kogel op, waardoor zijn leven in gevaar komt.
In de aflevering "Wheel of Fortune" wordt bekend dat Murdock twee keer voor de CIA heeft gewerkt, een keer in december 1969 en een keer in het voorjaar van 1972.